# Aristotelismo

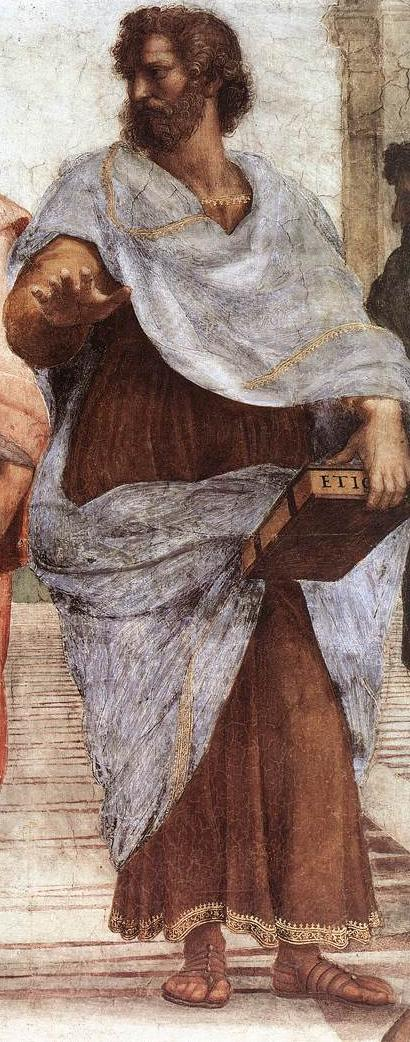
Aristotele, che pone il fondamento del reale al suo interno (dettaglio dalla Scuola di Atene di Raffaello Sanzio, 1509)

L'aristotelismo sta ad indicare sia la dottrina di Aristotele, sia le correnti filosofiche dei suoi discepoli che in diversi periodi ripresero e svilupparono il pensiero originale del maestro.

## Capisaldi della dottrina aristotelica
I capisaldi dell'aristotelismo, che riguardano le tematiche più diverse, spaziando dall'etica alla politica, dalla conoscenza alla teologia, sono organicamente legati tra loro da un'unità complessiva di fondo, secondo quanto ha sostenuto il professor Giovanni Reale. A differenza di Platone, inoltre, Aristotele sembra rivolgere maggiore interesse verso la natura e l'osservazione sperimentale. Tuttavia, anche se la sua prosa risulta meno ispirata rispetto a quella del suo predecessore, l'impianto filosofico aristotelico risente fortemente dell'impostazione platonica.
I capisaldi dell'aristotelismo sono brevemente riassumibili nei seguenti punti:
- Immanenza dell'universale: a differenza di Platone, Aristotele non crede che le forme della realtà esistano indipendentemente da questa. Per Aristotele, la "forma" di un oggetto è data dalle qualità intrinseche dell'oggetto stesso. Forma e materia costituiscono un sinolo indivisibile: la materia infatti contiene un suo modo specifico di evolversi, ha in sé una possibilità che essa tende a mettere in atto. Ne consegue che ogni mutamento della natura è un passaggio dalla potenza alla realtà, in virtù di un'entelechia, cioè di una ragione interna che struttura e fa evolvere ogni organismo secondo leggi sue proprie.
- La determinazione dell'essere come sostanza: Aristotele assegna un nuovo significato al concetto di "essere" enunciato da Parmenide, rendendolo meno indeterminato, e inserendolo nel contesto di quel perenne passaggio degli organismi dalla potenza all'atto. La sostanza, secondo Aristotele, è «ciò che è in sé e per sé», rappresenta il sostrato costitutivo di una realtà, ciò che non muta mai a differenza dei suoi aspetti transitori e accidentali.[2] La sostanza è una delle dieci categorie dell'essere, cioè una delle sue possibili determinazioni.
- La conoscenza scaturisce dalla corrispondenza tra intelletto e realtà: secondo Aristotele non ci sono idee innate nella nostra mente; questa rimane vuota se non percepiamo qualcosa attraverso i sensi. Ciò tuttavia non significa che l'essere umano non abbia delle capacità innate di ordinare le conoscenze, raggruppandole in diverse classi e riuscendo a cogliere l'essenza propria di ciascuna di esse, in virtù di una corrispondenza tra noi e l'oggetto. All'inizio del processo conoscitivo il nostro intelletto è passivo perché si limita a recepire le impressioni particolari dei sensi; ma in seguito a vari passaggi interviene un trascendente intelletto attivo, che superando la potenza riesce a coglierne l'essenza in atto, la forma. Questo passaggio supremo è reso possibile dall'intuizione, capace di "astrarre" l'universale dalle realtà empiriche.
- Metafisica come scienza delle cause: l'intuizione intellettuale è dunque ciò che rende possibile la scienza degli enti in quanto tali, cioè studiandoli da un punto di vista universale. Una tale scienza è detta propriamente metafisica. Riuscendo a penetrare l'essenza della realtà, essa scopre le cause, i motivi per cui un oggetto è fatto in un certo modo. Aristotele parla di quattro cause agenti, la più importante delle quali è la "causa finale", in virtù della quale esiste un'intenzionalità nella natura. Ogni oggetto è mosso da un altro, questo da un altro ancora, e così via a ritroso, ma alla fine della catena deve esistere un motore immobile, cioè Dio: "motore" perché è la meta finale a cui tutto tende; "immobile" perché causa incausata, essendo già realizzato in se stesso come atto puro.
- Utilizzo della logica formale per sviluppare la scienza: l'intuizione rende anche possibile l'avvio e l'articolazione della logica formale, di cui Aristotele è il padre, e che egli studiò nella forma rigorosamente deduttiva del sillogismo. Le leggi che la guidano sono il principio di identità, e quello di non-contraddizione. La logica permette di ordinare in gruppi o categorie tutto ciò che si trova in natura, a condizione però di partire da premesse vere e certe:[3] i sillogismi infatti di per sé non danno nessuna garanzia di verità. Solo l'intuizione intellettuale può dare loro un fondamento oggettivo e universale, tramite quel processo conoscitivo che partendo dell'epagoghé (termine traducibile impropriamente con induzione) culmina nell'astrazione dell'essenza.[4] Da questa poi la logica trarrà soltanto delle conseguenze coerenti da un punto di vista formale, facendo ricorso ai giudizi predicativi che corrispondono alle dieci categorie dell'essere.
- L'etica come studio del comportamento: l'etica di cui tratta Aristotele attiene alla sfera del comportamento (dal greco ethos), ossia alla condotta da tenere per poter vivere un'esistenza felice. Coerentemente con la sua impostazione filosofica, l'atteggiamento più corretto da tenere è quello che realizza l'essenza di ognuno. L'uomo realizza se stesso praticando tre forme di vita: quella edonistica (incentrata sulla cura del corpo), quella politica, basata sul rapporto sociale con gli altri,[5] e infine la via teoretica, situata al di sopra delle altre, che ha come scopo la conoscenza contemplativa della verità. Quest'ultima, essendo un'attività fine a se stessa, è quella che rende l'uomo più simile a Dio, già definito da Aristotele come «pensiero di pensiero», pura riflessione autosufficiente che nulla deve ricercare al di fuori di sé.[6]

## Storia

### Aristotelismo antico
I primi seguaci di Aristotele (Teofrasto, Eudemo di Rodi, Aristosseno e Dicearco), chiamati peripatetici dall'abitudine di argomentare camminando nel portico alberato del Liceo, elaborarono una sistemazione della filosofia aristotelica che lasciava intatti i due aspetti naturalistico e speculativo della filosofia dello Stagirita.
Con Stratone di Lampsaco, discepolo di Teofrasto, incominciò a prevalere il filone naturalistico.
L'attenzione della scuola aristotelica si spostò successivamente sulla filologia con Andronico di Rodi (I secolo a.C.) e in seguito sulla scienza, nel cui ambito si distinsero le figure prestigiose di Galeno (130-200 a.C.) nel campo della medicina e di Claudio Tolomeo (tra il 100 e il 175 d.C.) nell'astronomia.
Sarà quindi ad opera di Alessandro di Afrodisia che venne prodotto il primo grande tentativo di interpretazione di Aristotele. Alessandro di Afrodisia identificava l'intelletto attivo con Dio stesso, mentre all'uomo resterebbe soltanto l'intelletto potenziale, la cui capacità di conoscenza è resa possibile per l'intervento di quello divino. L'intelletto attivo, in quanto atto puro, è immateriale e dunque eterno, l'uomo invece è soggetto alla potenza e quindi alla corruzione. La sua anima pertanto non sarebbe immortale.

### Aristotelismo arabo
Durante il Medioevo la tradizione aristotelica fu mantenuta viva dagli arabi, che grazie ai loro interessi per le scienze naturali produssero numerosi commenti e traduzioni del filosofo greco. I nomi più importanti di questo periodo furono Avicenna (980–1037) e Averroè (1126–1198) in ambito islamico, e Mosè Maimonide (1135–1204) in ambito ebraico. Il loro aristotelismo risultava tuttavia particolarmente influenzato da elementi del neoplatonismo, corrente filosofica parallela con cui spesso si mescolò generando un sincretismo di culture.
Averroè, l'esponente più significativo, presupponeva che il mondo non sia stato creato, ma esista da sempre come emanazione diretta e necessaria di Dio. Esiste quindi una corrispondenza tra le sfere celesti e la terra, tra l'intelletto attivo e quello passivo, ma a differenza di Alessandro egli separò anche il secondo dalle singole anime umane: per lui l'attività intellettiva, sia agente che potenziale, è unica e identica in tutti gli uomini, e non coincide con nessuno di essi. Averroè distinse anche le verità di fede da quelle della ragione, che costituiscono tuttavia un'unica sola verità, conoscibile dai più semplici tramite la rivelazione e i sentimenti, e dai filosofi cui spetta invece il compito di riflettere scientificamente sui dogmi religiosi.

### Aristotelismo tomista

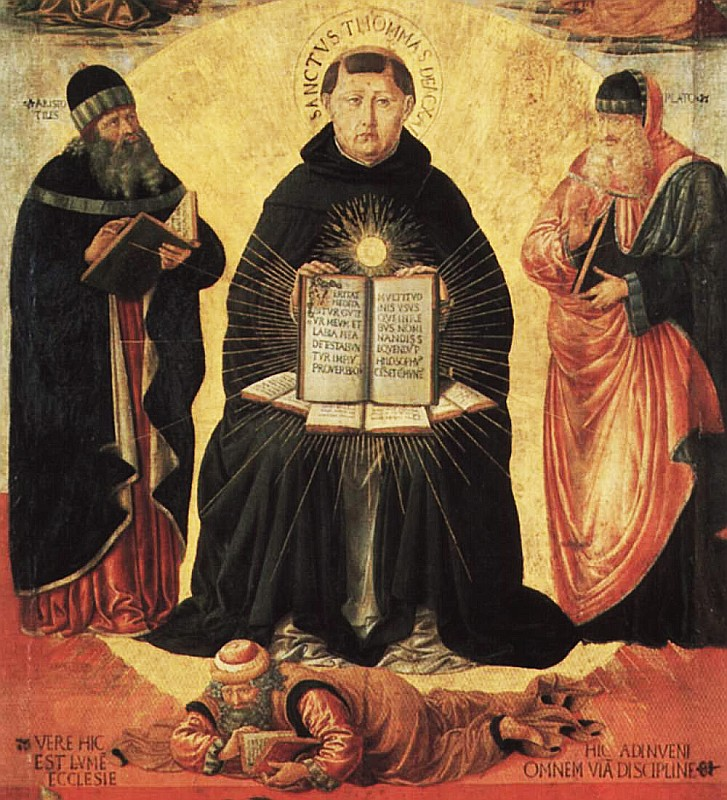
Il trionfo di san Tommaso su Averroè

All'aristotelismo diede poi un contributo fondamentale Tommaso d'Aquino, che nell'ambito della scolastica cercò di conciliare Aristotele con il cristianesimo. Di fronte all'avanzare dell'aristotelismo arabo, che sembrava voler mettere in discussione i capisaldi della fede cristiana, egli mostrò che quest'ultima non aveva nulla da temere, perché le verità della ragione non possono essere in contrasto con quelle della Rivelazione, essendo entrambe emanazione dello stesso Dio.
Secondo Tommaso non c'è contraddizione tra fede e ragione, per cui spesso la filosofia può giungere alle stesse verità contenute nella Bibbia. E proprio grazie alla ragione Aristotele aveva potuto sviluppare delle conoscenze sempre valide e universali, facilmente assimilabili dalla teologia cristiana: ad esempio il passaggio dalla potenza all'atto è una scala ascendente che va dalle piante agli animali, e da questi agli uomini, fino agli angeli e a Dio. Quest'ultimo, in quanto motore immobile dell'universo, ne governa tutti i processi naturali. Le intelligenze angeliche hanno una conoscenza intuitiva e superiore, che permette loro di sapere immediatamente ciò a cui noi invece dobbiamo arrivare tramite l'esercizio della ragione.

### Aristotelismo rinascimentale
Col Rinascimento l'aristotelismo smise progressivamente di indagare i dogmi della teologia in favore di un ritorno alla dimensione naturalistica. La principale corrente di questo periodo fu quella dell'aristotelismo padovano.
Grazie alla diffusione della stampa, nel Cinquecento si assistette tra l'altro alla pubblicazione dei grandi commentari di Averroè, affiancati ben presto da quelli di Alessandro di Afrodisia. L'aristotelismo rinascimentale venne così caratterizzato dalla disputa tra queste due interpretazioni, con averroisti da un lato e alessandristi dall'altro; il maggior rappresentante della scuola alessandrista fu Pietro Pomponazzi, figura di spicco dell'aristotelismo padovano.

### Aristotelismo moderno
Se la cultura italiana produsse i grandi commentari aristotelici del Rinascimento, nel periodo barocco fu Emanuele Tesauro, con il suo Cannocchiale aristotelico, a riproporre nel mondo della fisica post-galileiana le teorie poetiche di Aristotele come l'unica chiave per avvicinarsi alle scienze umane.
All'inizio del secolo successivo La Scienza Nuova di Giambattista Vico mise in discussione ogni precetto aristotelico sostenendo una lingua e una poesia che si sviluppano al di fuori di qualsiasi regola. In tal modo, Vico aprì involontariamente la porta - mentre in Francia, da Boileau a Batteux, da Le Bossu a Dubos, fino all'Encyclopedie, gli scrittori stavano ancora cercando di stabilire le regole del gusto - a una filosofia, una linguistica e un'estetica dell'imprevedibile libertà dello Spirito.